# África do Sul nos Jogos Olímpicos de Verão de 1936
A África do Sul participou dos Jogos Olímpicos de Verão de 1936 em Berlim, na Alemanha.